# Сіндер
Сіндер — дебютний науково-фантастичний роман для молоді американської письменниці Марісси Маєр написаний у 2012 році, опублікований видавництвом Macmillan Publishers через дочірню компанію Feiwel & Friends. Перша книга в циклі «Хроніки Місяця». Історія заснована на класичній казці «Попелюшка».
Між Землею та Місяцем зростає напруга через бажання Місячної королеви отримати більше влади на Землі, король Східної співдружності на смертному одрі через смертельну чуму, а принцу Каю лише 18 і він зовсім не готовий зайняти місце батька. Кіборгиня Лін Сіндер живе під опікою жорстокої мачухи і зовсім не здогадується, що її минуле має такі таємниці, які здатні змінити не лише її життя, а й долю всього світу.

## Сюжет
Лін Сіндер — шістнадцятирічна дівчина, яка перебуває під опікою своєї жорстокої мачухи Лін Адрі. В неї є дві зведені сестри: Перлина та Півонія. Сіндер піддається дискримінації через те що вона кіборгиня, у неї металеві протези руки та ноги. Попри це Сіндер один з кращих механіків Нью-Пекіна.
Під час роботи механіком на ринку, вона зустрічає сина імператора Рікана, кронпринца Кая, який просить її полагодити Нейнсі, його особистого андроїда. Через те, що до кіборгів ставляться як до громадян другого сорту, Сіндер приховує свою особливість від Кая. Півонія заражається летумозом, смертельним видом чуми, після того, як супроводжувала Сіндер на місцеве звалище, щоб зібрати запчастини для ремонту. У гніві та відчаї, оскільки прийомний батько Сіндер також помер від летумозу, Адрі віддає Сіндер «добровольцем» для тестування ліків від чуми. Коли Сіндер вводять штам летумозу, з'ясовується, що вона має імунітет до цієї хвороби. Доктор Ерланд, головний дослідник, починає досліджувати імунітет Сіндер, що призводить до дослідження унікальної фізіології Сіндер, її кіборг-імплантатів і, зрештою, життя Сіндер до того, як вона стала кіборгом у віці одинадцяти років. Сіндер не пам'ятає соє життя до операції і лише з розповідей мачухи знає, що вона потрапила в аварію, в якій втратила обох батьків.
У той же час імператор Рікан помирає від чуми, в результаті чого принц Кай стає імператором Східної Співдружності у вісімнадцять років. Тиранічна та маніпулятивна королева Левана, яка править Місячною колонією вирушає на Землю. Місячні люди мають здатність маніпулювати біоелектрикою людей навколо них, змушуючи їх бачити те, що вони хочуть і навіть контролювати їхні думки та дії. Королева прагне укласти шлюб, однак імператор Кай категорично проти. Він шукає інформацію про зниклу місячну принцесу Селену, доньку королеви Ченнері Блекберн, покійної сестри Левани, яка, як кажуть, загинула під час пожежі у своїй дитячій кімнаті, коли їй було три роки, але тіло так і не було знайдено. Деякі земляни вірять, що якимось чином принцеса Селена вижила під час пожежі і як законна спадкоємиця Місячного трону може припинити тиранію королеви. Щоб підкупити Кая і змусити його одружитися, Левана приносить один флакон протиотрути від летумозу. Доктор Ерланд дає частину ліків Сіндер і вона намагається врятувати Півонію, але не встигає. Натомість вона віддає ліки маленькому хлопчикові на ім'я Чан Сунто, який видужує від чуми. Сіндер забирає ідентифікаційний чіп сестри після того, як бачить, що чіпи померлих чомусь вирізають з їх тіл. Розгнівана смертю Півонії, Лін Адрі карає Сіндер, розбиваючи її андроїда Іко.
Доктор Ерланд розповідає Сіндер, що вона місячанка, через це має імунітету до летумозу. А свої місячні здібності вона не могла використовувати через чіп, який колись вживив їй прийомний батько. Доктор Ерланд розповідає, що він також місячанин, який багато років переховується на Землі. Він втік з Місяця після того, як його власну новонароджену доньку-шкарлупку забрали відповідно до законів про дітовбивство. Оскільки шкарлупки не можуть контролювати і контролюватися здібностями, вони нібито становлять загрозу для місячан. Сіндер ремонтує Нейнсі і чує повідомлення андроїда, що передавалось в момент поломки. Вона розуміє, що Нейнсі шукала принцесу Селену для імператора Кая. Сіндер знаходить мікросхему прямого зв'язку з Місяцем, вбудовану в Нейнсі, що стало причиною початкової поломки андроїда. Через нього вона зв'язується з місячанкою Кресс, яка попереджає, що Левана має намір вийти заміж за Кая та вбити його одразу після того, як стане імператрицею.
Сіндер іде на бал щоб попередити Кая про приховані мотиви Левани і просить його скасувати будь-які весільні плани, але її бачить Левана, яка заявляє, що Сіндер є втікачкою з місяця і має бути негайно взята під варту для суду. Левана намагається змусити Сіндер застрелитися, але дівчина чинить опір та стріляє в Левану з пістолета. Після протистояння, вона намагається втекти, але спотикається на сходах, через що металевий протез ноги ламається і всі бачать, що вона не лише місячанка, а й кіборг. Кай не має іншого вибору, як заарештувати Сіндер і відправити її у в'язницю щоб пізніше передати королеві Левані і таким чином врятувати Землю від війни з Місяцем.
У тюремній камері Сіндер відвідує доктор Ерланд і розповідає, що вона втрачена принцеса Селена, яку він шукав багато років. Ерланд дає Сіндер новий протез руки і стопу з титану та переконує її втекти за першої можливості, щоб приєднатися до нього в Африці, де він допоможе їй здолати Левану та повернути свій трон.

## Персонажі
- Лінь Сіндер, 16-річна кіборгиня-механік, живе з мачухою за зведеними сестрами. Не має спогадів до 11 років
- Іко, андроїд-помічник Сіндер. Іко іноді забуває, що вона не людина через її «несправний» особистий чіп
- Кайто, відомий як Кай — принц Східної Співдружності
- Нейнсі — андроїд Кая
- Рікан — батько Кая та імператор Нью-Пекіна
- Лін Півонія — зведена сестра і подруга Сіндер; дочка Лін Гарана та Лін Адрі
- Лін Перлина — донька Адрі і Гарана і старша сестра Півонії. Вона регулярно принижує Сіндер
- Лін Адрі — жорстока мачуха і опікунка Сіндер, яка вірить, що кіборги — це нелюди-мутанти, нездатні до емоцій. Вона регулярно погано поводиться з Сіндер і звинувачує її у всіх труднощах у своєму житті та житті її родини.
- Чанг Сача — пекарка на базарі, яка любила Сіндер через те, що вона була кіборгом.
- Чан Сунто — син Сачі
- Доктор Ерланд, керівник відділу дослідження летумозу в палаці
- Левана — королева Місяця. Вона має потужний місячний дар, який використовує для того, щоб змушувати людей виконувати її вказівки, а також створювати враження, що вона виглядає прекрасно.
- Сибіл Міра — головний тауматург Левани
- Конн Торін — королівський радник і друг принца Кая

## Реакція
Критики сприйняли «Сіндер» здебільшого позитивно. У Los Angeles Times назвали книгу «освіжаючою» та похвалили персонажа Сіндер. Publishers Weekly також позитивно відгукнулись про книгу, сказавши, що «геніальність автора полягає в тому, що вона переносить історію в абсолютно новий, надзвичайно захоплюючий вимір». Booklist назвали «Сіндер» «свіжим сюжетом про Попелюшку». The Wall Street Journal писали, що книга була «невимогливою і напрочуд добродушною для читання». Kidz World заявили, що «Сіндер» — це «дивовижна історія про кохання, яке приходить у таємничих упаковках».
Kirkus Reviews написали, що тема телепатичного поневолення була «спрощена та невідповідна», але «Сіндер» «пропонує високий фактор крутості, переписуючи Попелюшку в образі механіка в охопленому чумою майбутньому.» Журнал Horn Book Magazine писав, що розкриття Сіндер було передбачуваним, але «повороти книги, складні персонажі та детальна побудова світу, нівелює це». Tor.com писав, що «хоча „Попелюшка“ має свої недоліки, це дуже цікава історія та одне з найкращих переосмислень Попелюшки, яке я бачив за багато років». Розмірковуючи про поєднання мотивів казки та стімпанку в романі, літературознавець Террі Дауті робить висновок, що Маєр «переписує мем жіночої пасивності. Порівняно з жіночими персонажами роману, які використовують традиційні маркери жіночності, щоб приховати свої маніпуляції та жорстокість, кіборг-механік Сіндер стає позитивним прикладом для наслідування для дівчат».
В інтерв'ю на Болонському дитячому книжковому ярмарку (Болонья, Італія) у 2012 році письменниця розповіла деталі створення свого роману. Вона була фанатом казок і витратила багато часу на пошуки витоків найпоширеніших західних дитячих історій. За словами Маєр, «деякі вчені вважають, що історія під назвою „Є Сянь“, яка вперше була записана в Китаї 9 століття, є оригінальною казкою про Попелюшку та прямим предком історій, які ми знаємо завдяки Шарлю Перро та братам Грімм. Крім того, дехто вважає, що культовий загублений черевичок, який використовували для пошуку дівчини-втікачки, теж пов'язаний з китайськими традиціями (маленькі ніжки вважались привабливими і дівчаткам забинтовували ноги, щоб вони не росли)». З цієї причини Марісса Маєр вирішила, що події її роману будуть відбуватись на території сучасного Пекіну, щоб «замкнути коло» і повернути історію на її початкове місце. Крім того, рішення зробити Попелюшку кіборгом почалося з кумедного задуму: їй спало на думку, що замість того, щоб втратити туфельку, Попелюшка може втратити цілу ногу на сходах.

## Продовження та адаптації
У серії «Місячні хроніки» є чотири книги, роман-приквел і збірка новел. Друга книга серії, «Скарлет», заснована на Червоній Шапочці . Третя книга, «Кресс», заснована на Рапунцель. В січні 2015 року вийшов приквел «Найпрекрасніша», який є четвертою книгою серії, присвячений головному антагоністу, королеві Левані. П'ята книга (четверта книга оригінальної серії) «Вінтер» вийшла в листопаді 2015 року І «Вінтер», і «Найпрекрасніша» засновані на історії про Білосніжку. Маєр також випустила три безкоштовні оповідання через веб-сайт Wattpad. Це «Glitches», дія яких відбувається перед Cinder, "The Queen's Army " — безпосередньо перед «Scarlet», і «The Little Android», яка заснована на "Русалоньці " Ганса Крістіана Андерсена . В лютому 2016 року була випущена колекція Stars Above. Ця збірка включала дев'ять оповідань, п'ять з яких не були опубліковані раніше, а також уривок окремого роману Марісси Маєр «Без серця», який вийшов 8 листопада 2016 року.
Мейєр підтвердила, що є інтерес до екранізації «Сіндер», і вже підписано угоду на фільм, але студія тримається в секреті. Авторка зазначила, що наразі студія шукає режисера.
У січні 2022 року Locksmith Animation придбала права на адаптацію серії книг.